# سامانثا كول
سامانثا كول (بالإنجليزية: Samantha Cole)‏ هي مغنية وملحنة ومغنية مؤلفة أمريكية، ولدت في 19 أكتوبر 1978.

## وصلات خارجية
- الموقع الرسمي
- سامانثا كول على موقع ميوزك برينز (الإنجليزية)
- سامانثا كول على موقع ديسكوغز (الإنجليزية)